# Chloé Graftiaux
Chloé Graftiaux (Brussel, 18 juli 1987 – Courmayeur, 21 augustus 2010) was een Belgisch klimster. 

## Levensloop
Graftiaux stond op de derde plaats in het WK-klassement.
Ze overleed na een valpartij op de Aiguilles de Peuterey (3.773 m), een berg aan de Italiaanse zijde van het Mont Blancmassief. Bij het afdalen van de berg kwam een stuk rots naar beneden. Graftiaux werd meegesleurd en kwam 600 meter lager terecht.